# Andoas
El poblado peruano de Andoas es una localidad ubicada en el distrito de Andoas, provincia de Datem del Marañón, departamento de Loreto, en el Perú. Se encuentra ubicada cerca al límite fronterizo con el Ecuador a 696 km de la ciudad capital del departamento, Iquitos. Andoas anteriormente perteneció al distrito de Pastaza, cuya creación se remonta al 2 de julio de 1943. Recién el 2 de agosto de 2005, por Ley N.º 28593, se creó el distrito de Andoas.
Desde el punto de vista jerárquico de la Iglesia Católica forma parte del Vicariato Apostólico de Yurimaguas, también conocido como Vicariato Apostólico de San Gabriel de la Dolorosa del Marañón.

## Geografía
Sus coordenadas geográficas son 2°54′9″S 76°24′9″O / -2.90250, -76.40250 a aproximadamente 160 kilómetros al sur de la línea ecuatorial.
Cuenta con dos poblados: Nuevo Andoas, con 624 habitantes y Andoas Viejo con 323.

## Transporte
En este poblado se encuentra el Aeropuerto Alf. FAP Alfredo Vladimir Sara Bauer.

## Economía
La empresa argentina Pluspetrol opera en el yacimiento petrolífero conocido como "Bloque 1AB".